# Arteria gastroduodenale
L'arteria gastroduodenale è un piccolo tronco arterioso da cui originano l'arteria gastroepiploica destra e l'arteria pancreaticoduodenale superiore.

## Anatomia
Origina dalla arteria gastroepatica che costituisce uno dei tre rami di divisione del tronco celiaco. I suoi rami irrorano il piloro, il pancreas e la faccia posteriore della prima porzione del duodeno. L'arteria nasce dietro alla prima porzione del duodeno, discende in basso decorrendo tra la parete duodenale posteriore e la superficie antero-superiore della testa del pancreas.

## Patologia
Nel 15-20% dei portatori di ulcera peptica localizzata nel piloro o di un'ulcera duodenale può presentare emorragia a causa di un lesione dei vasi sanguigni che decorrono lungo le pareti gastro-duodenali e che originano o dall'arteria gastroduodenale o dall'arteria gastroepiploica destra o dall'arteria pancreaticoduodenale superiore. Per questo, nei casi in cui si debba procedere con un intervento chirurgico per i casi di ulcera refrattaria alla terapia antiacida, si deve sempre ricercare la presenza di lesioni a livello di questi vasi.